# Зигмунд II фон Глайхен-Тона
Зигмунд II фон Глайхен-Тона (на немски: Siegmund II von Gleichen-Tonna; * ок. 1470; † 10 април 1525) е граф на Глайхен-Тона.
Той е син на граф Зигмунд I фон Глайхен-Тона Стари (1421 – 1494) и съпругата му Агнес фон Кверфурт († 1461), дъщеря на Протце III фон Кверфурт († 1426) и Агнес фон Байхлинген. Баща му се жени 1462 г. втори път за Катарина фон Шварцбург (1442 – 1484). Сестра му Маргарета († 24 октомври 1518) е омъжена 1480 г. за граф Йохан II фон Хонщайн († 1492). Сестра му Агнес († 1536) е омъжена за граф Гюнтер IV фон Мансфелд-Фордерорт († 1526).

## Фамилия
Зигмунд II фон Глайхен-Тона е сгоден 1476 г. и се жени на 27 януари 1482 г. в Бюдинген за Елизабет фон Изенбург-Бюдинген (* ок. 1460; † ок. 1543), дъщеря на граф Лудвиг II фон Изенбург (1422 – 1511) и графиня Мария фон Насау-Висбаден-Идщайн (1438 – 1480). Те имат децата:
- Агнес († сл. 20 януари 1554), омъжена за граф Райнхард фон Ринек (1463 – 1518), син на Филип II фон Ринек
- Филип (* ок. 1483; † 1549), граф на Глайхен-Тона, женен 1508 г. за Маргарета фон Шьонбург-Валденбург (* 1487; † 1 май 1535), дъщеря на Ернст I фон Шьонбург-Валденбург
- Ернст XIV (* 1486; † 1563/1568)
- Зигмунд IV (* 1488; † 1556)
- Йохан III (* 1500; † 1542)
- Анна (* ок. 1500; † сл. 1554), омъжена I. за Ханс Шенк фон Таутенбург, II. на 9 август 1526 или 6 юни 1533 г. за граф Йохан II фон Глайхен-Рембда († 16 юли 1545), син на граф Ернст XI фон Глайхен-Ремда-Бланкенхайн († 1504)
- Доротея, омъжена за Хинко Пфлуг фон Рабенщайн
- Катарина († сл. 1530), омъжена 1526 г. за граф и бургграф Хиеронимус Шлик цу Басано-Вайскирхен-Егер (1494 – 1550)